# Yvon Villarceau

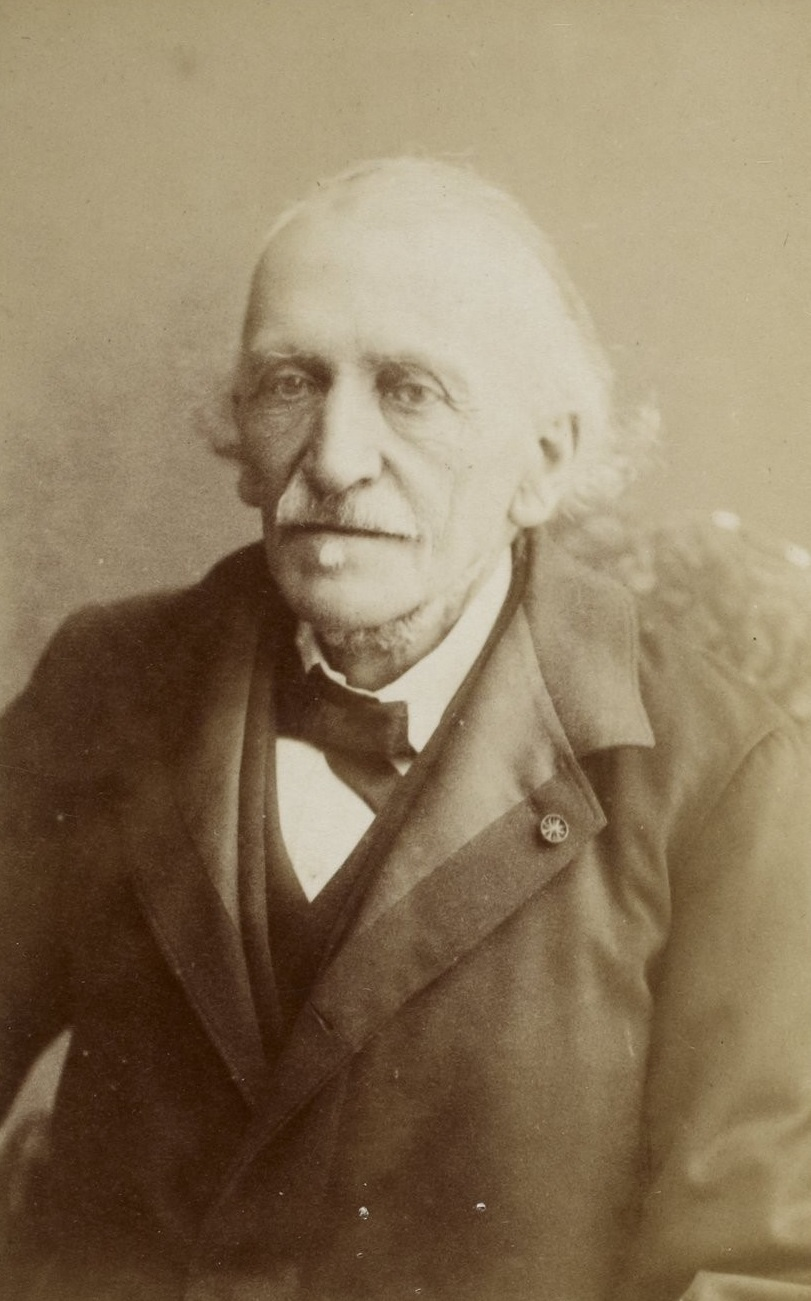
Villarceau

Antoine-François-Joseph Yvon Villarceau (* 15. Januar 1813 in Vendôme; † 23. Dezember 1883 in Paris) war ein französischer Astronom. Nach Ernest Lebon war er einer der bedeutendsten Astronomen am Pariser Observatorium in der Zeit von Urbain Le Verrier als Direktor, der sich insbesondere bemühte Theorie und Beobachtung miteinander zu verbinden.

## Leben
Villarceau kam 1830 nach Paris, wo er das Musik-Konservatorium mit Erfolg besuchte. 1833 schloss er sich einer wissenschaftlichen Expedition nach Ägypten an, wo er den Ingenieur Charles Lambert-Bey (1804–1864)  kennenlernte und sich für Naturwissenschaft und Ingenieurwesen zu interessieren begann.  Bei seiner Rückkehr 1837 begann er an der École Centrale des Arts et Manufactures zu studieren, die er als Bester im Fach Mechanik abschloss. Da er finanziell unabhängig war, musste er keine Stellung suchen. Er befasste sich mit angewandter Mathematik und Astronomie und eine Arbeit über Bahnberechnung von Kometen, die er 1845 der Akademie der Wissenschaften vorlegte, fand die Aufmerksamkeit von François Arago, der ihn an das Pariser Observatorium vermittelte. Dort begann er 1846 als Astronom und konstruierte unter anderem Beobachtungsgeräte für das Observatorium bzw. lieferte die theoretischen Vorarbeiten (z. B. Kompensation von Chronometern, Äquatorial-Montierung) und entwickelte Methoden zur Bahnberechnung von Kometen und Asteroiden. Er sagte korrekt die Wiederkunft des von Heinrich Louis d’Arrest 1851 in Leipzig gefundenen Kometen 6P/d’Arrest vorher, der 1857 dank seiner Vorhersage beobachtet werden konnte. 1849 verbesserte er eine Methode zur Bestimmung der Planetenbahnen von Pierre Simon de Laplace. Er befasste sich mit der Vorhersage der Bahnen von Doppelsternen und der astronomischen Aberration (Bestimmung der Lichtgeschwindigkeit, Obergrenze für die Eigengeschwindigkeit der Sonne). Weiterhin befasste er sich mit der Bestimmung der Form der Erde und fand Hinweise auf die jährliche Variation der geographischen Breite (aufgrund von Schwankungen der Erdachse). Außerdem befasste er sich mit Astronomischer Refraktion als einer Hauptquelle von Beobachtungsfehlern.
1855 wurde er Mitglied des Bureau des Longitudes und 1867 der Academie des Sciences. Seit 1855 war er korrespondierendes Mitglied der Russischen Akademie der Wissenschaften in Sankt Petersburg.
Nach ihm sind die durch bestimmte Schnittebenen durch Tori entstehenden Villarceau-Kreise in der Geometrie benannt. Als Bauingenieur untersuchte er die Statik von Mauerwerksbögen am Beispiel von Brücken.
Eine Straße im 16. Arrondissement von Paris ist nach ihm benannt.

## Schriften
- Mécanique Céleste. Exposé des Méthodes de Wronski et Composantes des Forces Perturbatrices suivant les Axes Mobiles, Paris: Gauthier-Villars, 1881
- Sur l’établissement des arches de pont, envisagé au point de vue de la plus grande stabilité, Paris: Imprimerie Impériale, 1853